# Młochów
Młochów je vesnice v Polsku nacházející se v Mazovském vojvodství, v okrese Pruszków, v gmině Nadarzyn.
Do roku 1952 vesnice náležela do gminy Młochów. V letech 1975-1998 vesnice administrativně patřila do Varšavského vojvodství.

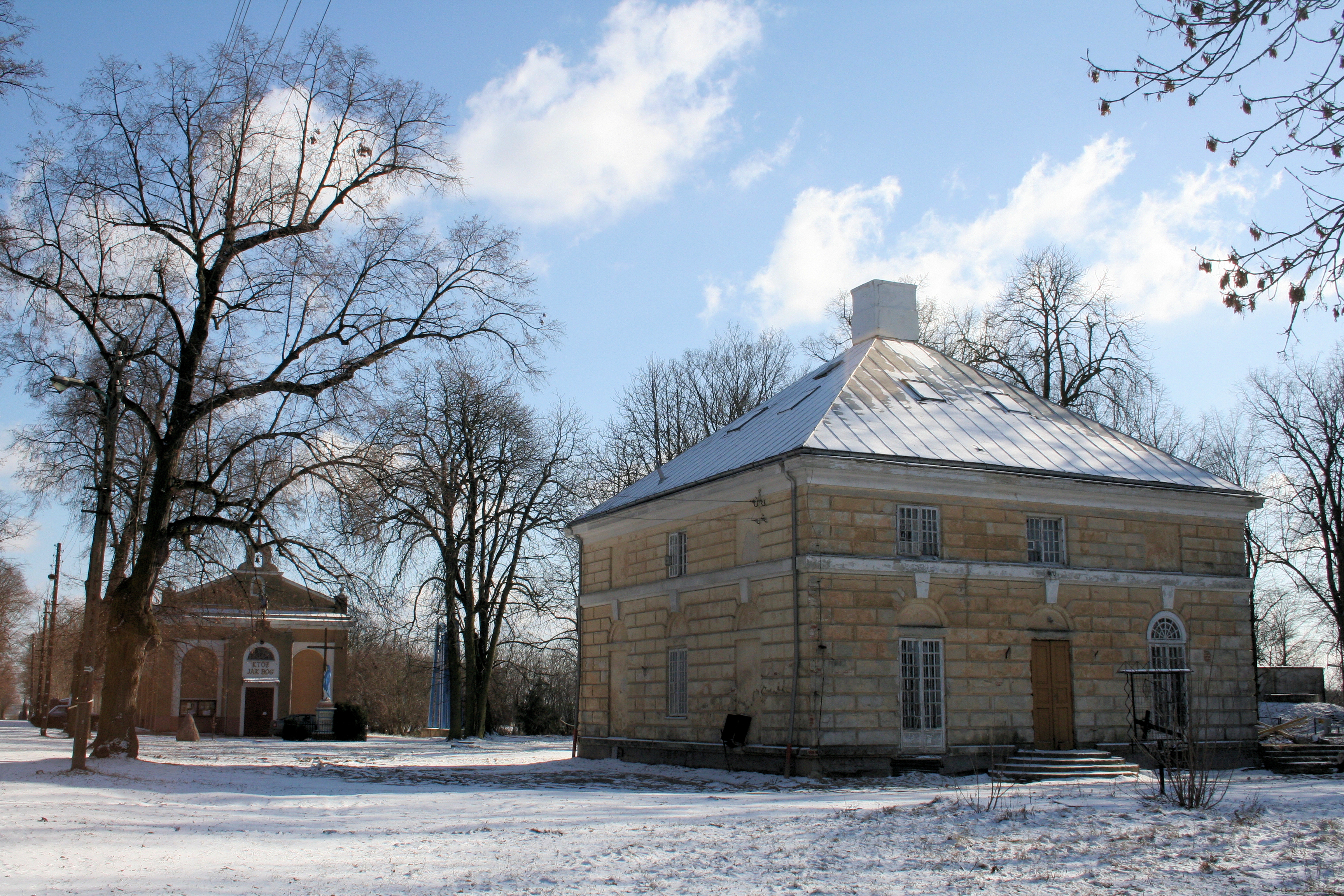
Dům pro službu a oranžérie (nyní kaple)

V Młochowě se nachází farnost sv. Michala Archanděla, národní škola, sbor dobrovolných hasičů, školka, knihovna, pošta, zdravotní centrum a také Ústav pěstování a aklimatizace rostlin.